# Brachymeria gribodiana
Brachymeria gribodiana is een vliesvleugelig insect uit de familie bronswespen (Chalcididae). De wetenschappelijke naam is voor het eerst geldig gepubliceerd in 1951 door Masi.